# Daniel Cristescu
Alexandru Daniel Cristescu (n. 24 mai 1987, Suceava, România) este un fotbalist român care evoluează la clubul Viitorul Liteni.
Este un fundaș sau mijlocaș dreapta, la fel ca și tatăl său Florin Cristescu un veteran al fotbalului sucevean care a activat de-a lungul anilor pe același post.
Debutul în Liga 1 din România a fost pe data de 18 mai 2007 la Ceahlăul Piatra Neamț, într-un meci pierdut de nemțeni cu scorul de 4-1 în fața echipei Rapid București.
Fotbalistul a evoluat la următoarele cluburi: Ceahlăul Piatra Neamț, Dunărea Galați, Rapid CFR Suceava, iar din 2014 până în prezent la ACS Bucovina Pojorâta.